# Maic Sema
Maic Ndongala Namputu Sema (Åsele, 2 dicembre 1988) è un calciatore svedese di origini congolesi, centrocampista del Sleipner.

## Biografia
È fratello maggiore di Ken Sema, anch'egli calciatore.

## Carriera

### Club

#### IFK Norrköping e Sylvia
Nacque in Svezia da genitori congolesi da poco arrivati in Scandinavia (entrambi lasciarono Kinshasa nel 1987). Sema cominciò la carriera professionistica con la maglia del Norrköping, senza scendere mai in campo. Nel 2007 passò al Sylvia, club militante nella Superettan, dove totalizzò 25 apparizioni e 3 reti.

#### Hammarby
Fu poi acquistato dall'Hammarby. Esordì nella Allsvenskan il 1º settembre 2008, sostituendo Haris Laitinen nella sconfitta per 5-1 in casa dell'Helsingborg. Al termine del campionato 2009, la sua squadra retrocesse nella Superettan, ma Sema restò in forza al club per altre due stagioni.

#### Haugesund e il prestito al MVV
Il 6 gennaio 2012 fu reso noto il suo trasferimento ai norvegesi dell'Haugesund, firmando un contratto dalla durata triennale.
Il 2 settembre 2013, passò in prestito agli olandesi del MVV. A gennaio 2014, tornò allo Haugesund. A fine stagione, si liberò a parametro zero.

#### AEL Limassol
Svincolato, il 26 gennaio 2015 firmò con i ciprioti dell'AEL Limassol. Al termine del campionato rimase svincolato, ma tornò a far parte dello stesso club pochi mesi dopo, a settembre, firmando nuovamente a parametro zero.

#### Örebro
A pochi mesi dalla scadenza di contratto con il club cipriota, nel gennaio 2016 si accordò per due anni con l'Örebro, tornando così a giocare in Svezia. In due stagioni complete realizzò complessivamente 12 gol in 55 partite di Allsvenskan. Il suo rapporto con il club bianconero si interruppe al raggiungimento della scadenza contrattuale, non avendo trovato con il club un accordo per il rinnovo.

#### NorthEast United
Libero da vincoli contrattuali, nel gennaio 2018 scelse di continuare la sua carriera in India, al NorthEast United dove però ebbe una permanenza piuttosto breve di circa due mesi, anche in virtù di una clausola che gli consentiva di uscire dal contratto in anticipo rispetto alla scadenza fissata per il maggio 2019.

#### GIF Sundsvall
L'opzione di uscita dal contratto con il club indiano permise a Sema di essere tesserato dal GIF Sundsvall già nel marzo 2018, a pochi giorni dall'inizio dell'Allsvenskan 2018. Dopo aver fatto parte della rosa che chiuse all'8º posto una delle migliori stagioni della storia del club, Sema iniziò con il GIF Sundsvall anche il campionato 2019.

#### Ritorno a Norrköping
Nell'agosto 2019 fu protagonista di uno scambio: tornò infatti all'IFK Norrköping – principale squadra dell'omonima cittadina in cui Sema è cresciuto – in cambio del portiere David Mitov Nilsson che ha fatto il percorso opposto.

## Statistiche

### Presenze e reti nei club
Statistiche aggiornate al 26 gennaio 2016.
| Stagione            | Club                | Campionato          | Campionato | Campionato | Coppe nazionali | Coppe nazionali | Coppe nazionali | Coppe continentali | Coppe continentali | Coppe continentali | Supercoppe | Supercoppe | Supercoppe | Totale | Totale |
| Stagione            | Club                | Comp                | Pres       | Reti       | Comp            | Pres            | Reti            | Comp               | Pres               | Reti               | Comp       | Pres       | Reti       | Pres   | Reti   |
| ------------------- | ------------------- | ------------------- | ---------- | ---------- | --------------- | --------------- | --------------- | ------------------ | ------------------ | ------------------ | ---------- | ---------- | ---------- | ------ | ------ |
| 2006                | Norrköping          | S                   | 0          | 0          | CS              | 0               | 0               | -                  | -                  | -                  | -          | -          | -          | 0      | 0      |
| 2007                | Sylvia              | S                   | 25         | 3          | CS              | ?               | ?               | -                  | -                  | -                  | -          | -          | -          | 25+    | 3+     |
| 2008                | Hammarby            | A                   | 3          | 0          | CS              | ?               | ?               | -                  | -                  | -                  | -          | -          | -          | 3+     | 0+     |
| 2009                | Hammarby            | A                   | 12         | 0          | CS              | 1               | 0               | -                  | -                  | -                  | -          | -          | -          | 13     | 0      |
| 2010                | Hammarby            | S                   | 26         | 3          | CS              | 3               | 0               | -                  | -                  | -                  | -          | -          | -          | 29     | 3      |
| 2011                | Hammarby            | S                   | 30         | 10         | CS              | ?               | ?               | -                  | -                  | -                  | -          | -          | -          | 30+    | 10+    |
| Totale Hammarby     | Totale Hammarby     | Totale Hammarby     | 71         | 13         |                 | 4+              | 0+              |                    | -                  | -                  |            | -          | -          | 75+    | 13+    |
| 2012                | Haugesund           | ES                  | 23         | 2          | CN              | 5               | 3               | -                  | -                  | -                  | -          | -          | -          | 28     | 5      |
| gen.-set. 2013      | Haugesund           | ES                  | 2          | 1          | CN              | 3               | 1               | -                  | -                  | -                  | -          | -          | -          | 5      | 2      |
| set. 2013-gen. 2014 | MVV                 | 1D                  | 15         | 5          | CO              | 2               | 1               | -                  | -                  | -                  | -          | -          | -          | 17     | 6      |
| 2014                | Haugesund           | ES                  | 26         | 10         | CN              | 5               | 0               | UEL                | 3                  | 2                  | -          | -          | -          | 34     | 12     |
| Totale Haugesund    | Totale Haugesund    | Totale Haugesund    | 51         | 13         |                 | 13              | 4               |                    | 3                  | 2                  |            | -          | -          | 67     | 19     |
| gen.-giu. 2015      | AEL Limassol        | A                   | 11         | 1          | CC              | 4               | 3               | -                  | -                  | -                  | -          | -          | -          | 15     | 4      |
| ago.-dic. 2015      | AEL Limassol        | A                   | 10         | 1          | CC              | 0               | 0               | -                  | -                  | -                  | -          | -          | -          | 10     | 1      |
| Totale AEL Limassol | Totale AEL Limassol | Totale AEL Limassol | 21         | 2          |                 | 4               | 3               |                    | -                  | -                  |            | -          | -          | 25     | 5      |
| 2016                | Örebro              | A                   | 0          | 0          | CS              | 0               | 0               | -                  | -                  | -                  | -          | -          | -          | 0      | 0      |
| Totale              | Totale              | Totale              | 161        | 34         |                 | 23+             | 8+              |                    | 3                  | 2                  |            | -          | -          | 185+   | 43+    |